# Mailly
Mailly település Franciaországban, Saône-et-Loire megyében. Lakosainak száma 147 fő (2022. január 1.). Mailly Saint-Martin-du-Lac, Fleury-la-Montagne, Iguerande, Saint-Bonnet-de-Cray és Saint-Julien-de-Jonzy községekkel határos.

## Népesség
A település népességének változása:
| Lakosok száma | 149  | 156  | 163  | 155  | 152  | 149  | 146  | 147  | 147  |
|               | 2013 | 2015 | 2016 | 2017 | 2018 | 2019 | 2020 | 2021 | 2022 |